# グレン・ブラッグス
グレン・エリック・ブラッグス（Glenn Erick Braggs , 1962年10月17日 - ）は、アメリカ合衆国カリフォルニア州サンバーナーディーノ郡サンバーナーディーノ出身の元プロ野球選手（外野手）。右投右打。

## 経歴
1983年のMLBドラフトにてミルウォーキー・ブルワーズから2巡目（全体54位）指名を受け、プロ入り。1986年シーズンにメジャー初昇格を果たした。
1990年シーズン途中にシンシナティ・レッズへ移籍。控えの外野手として同年のナショナルリーグレギュラーシーズン及びワールドシリーズ制覇に貢献した。
1993年、ロバート・ローズに続いて「横浜大洋ホエールズ」から球団名を改称してまもない横浜ベイスターズに入団し、4番打者として活躍。4月はそれなりの成績を残すも、5月に33打席連続無安打を記録するなど絶不調に陥る。しかし、その後は復調し、6月2日から連続で安打を放ち続ける。一度は6月27日の対中日戦で無安打のまま退場処分（第1打席に津野広志から死球を受け、乱闘）を受け、連続試合安打が18試合で途切れたと報道されたが、野球規則10.23(a)と(c)によって記録上途切れていないことが判明する。その後、7月15日まで連続試合安打を続けて記録を29試合連続まで伸ばし、トニー・バナザード（南海）が記録した外国人の28試合連続安打記録を更新した。さらに、高橋慶彦（広島）が記録した33試合連続安打の日本新記録も期待されたが、7月14日の試合後に神宮球場のクラブハウスで転倒し、右手小指を骨折していたことが判明。シーズン終了まで欠場したため記録更新はならなかった。ただし、翌1994年は開幕から3試合連続安打を放ったため、ベースボールレコードブックなどでは、シーズンをまたいだ参考記録としてブラッグスの32試合連続安打が記載されている。
1994年6月22日には与田剛から手首に死球を受け、そのまま一塁に行こうとしたが、与田がこの死球に不満な表情をし、それに対し、ブラッグスが激怒。与田と目があった際に与田を殴りつけ、乱闘騒ぎを起こし、退場処分となる。この年には大豊泰昭（中日）の38本に次ぐ、セ・リーグ2位となる35本塁打を放ち、ベストナインに選出される。OPSはリーグ1位であった。
1996年シーズンは、死球による膝の故障などが原因で不振に陥り、この年のシーズン限りで現役を引退。
現在はロサンゼルスで不動産仲買人を経て、パーソナルトレーナーをしている。
2016年6月3日から5日までの対千葉ロッテマリーンズ戦にて開催の『交流戦SERIES 2016』に20年ぶりに来日し、『伝説のOB 1打席対決』などのイベントに参加した。

## 選手としての特徴・人物
長打力が持ち味で、横浜スタジアムでは場外本塁打も記録している。レッズ時代の1990年のワールドシリーズ第4戦でフルスイングをして空振りをした際に、左肩にバットを当てて折ったことがある。
横浜時代は前述の乱闘のイメージが強いものの、普段は極めて温厚である。本塁打王を争った大豊泰昭の打撃には感心し、また後に監督になった与田にも悪気はないという。
本塁打を放った際に自然とガッツポーズが出る日本野球の方が楽しんでいるようで、そうした行為ができないアメリカ野球に窮屈さを感じるとしている。
妻は1990年代を代表する女性R&Bグループ、アン・ヴォーグのメンバーであるシンディ・ヘロン。4人いる子供のうち3人が日本の文化に強い関心を持ち、日本語を勉強している。

## 詳細情報

### 年度別打撃成績
| 年 度    | 球 団    | 試 合 | 打 席 | 打 数 | 得 点 | 安 打 | 二 塁 打 | 三 塁 打 | 本 塁 打 | 塁 打 | 打 点 | 盗 塁 | 盗 塁 死 | 犠 打 | 犠 飛 | 四 球 | 敬 遠 | 死 球 | 三 振 | 併 殺 打 | 打 率 | 出 塁 率 | 長 打 率 | O P S |
| -------- | -------- | ----- | ----- | ----- | ----- | ----- | -------- | -------- | -------- | ----- | ----- | ----- | -------- | ----- | ----- | ----- | ----- | ----- | ----- | -------- | ----- | -------- | -------- | ----- |
| 1986     | MIL      | 58    | 232   | 215   | 19    | 51    | 8        | 2        | 4        | 75    | 18    | 1     | 1        | 2     | 3     | 11    | 0     | 1     | 47    | 6        | .237  | .274     | .349     | .623  |
| 1987     | MIL      | 132   | 565   | 505   | 67    | 136   | 28       | 7        | 13       | 217   | 77    | 12    | 5        | 2     | 7     | 47    | 7     | 4     | 96    | 20       | .269  | .332     | .430     | .762  |
| 1988     | MIL      | 72    | 294   | 272   | 30    | 71    | 14       | 0        | 10       | 115   | 42    | 6     | 4        | 1     | 2     | 14    | 0     | 5     | 60    | 6        | .261  | .307     | .423     | .730  |
| 1989     | MIL      | 144   | 570   | 514   | 77    | 127   | 12       | 3        | 15       | 190   | 66    | 17    | 5        | 3     | 7     | 42    | 4     | 4     | 111   | 13       | .247  | .305     | .370     | .675  |
| 1990     | MIL      | 37    | 131   | 113   | 17    | 28    | 5        | 0        | 3        | 42    | 13    | 5     | 3        | 0     | 3     | 12    | 2     | 3     | 21    | 1        | .248  | .328     | .372     | .700  |
| 1990     | CIN      | 72    | 231   | 201   | 22    | 60    | 9        | 1        | 6        | 89    | 28    | 3     | 4        | 0     | 1     | 26    | 1     | 3     | 43    | 3        | .299  | .385     | .443     | .828  |
| '90計    | CIN      | 109   | 362   | 314   | 39    | 88    | 14       | 1        | 9        | 131   | 41    | 8     | 7        | 0     | 4     | 38    | 3     | 6     | 64    | 4        | .280  | .365     | .417     | .782  |
| 1991     | CIN      | 85    | 279   | 250   | 36    | 65    | 10       | 0        | 11       | 108   | 39    | 11    | 3        | 0     | 4     | 23    | 3     | 2     | 46    | 4        | .260  | .323     | .432     | .755  |
| 1992     | CIN      | 92    | 307   | 266   | 40    | 63    | 16       | 3        | 8        | 109   | 38    | 3     | 1        | 1     | 2     | 36    | 5     | 2     | 48    | 10       | .237  | .330     | .410     | .740  |
| 1993     | 横浜     | 72    | 309   | 264   | 61    | 91    | 10       | 2        | 19       | 162   | 41    | 2     | 2        | 0     | 1     | 40    | 1     | 4     | 46    | 5        | .345  | .437     | .614     | 1.051 |
| 1994     | 横浜     | 122   | 534   | 448   | 84    | 141   | 25       | 1        | 35       | 273   | 91    | 1     | 0        | 0     | 6     | 68    | 2     | 12    | 83    | 14       | .315  | .414     | .609     | 1.023 |
| 1995     | 横浜     | 110   | 480   | 407   | 75    | 111   | 23       | 0        | 24       | 206   | 72    | 4     | 1        | 0     | 1     | 59    | 1     | 13    | 102   | 8        | .273  | .381     | .506     | .887  |
| 1996     | 横浜     | 100   | 411   | 356   | 55    | 100   | 20       | 1        | 13       | 161   | 56    | 6     | 1        | 0     | 5     | 44    | 0     | 6     | 72    | 19       | .281  | .365     | .452     | .817  |
| MLB：7年 | MLB：7年 | 692   | 2609  | 2336  | 308   | 601   | 102      | 16       | 70       | 945   | 321   | 58    | 26       | 9     | 29    | 211   | 22    | 24    | 472   | 63       | .257  | .322     | .405     | .726  |
| NPB：4年 | NPB：4年 | 404   | 1734  | 1475  | 275   | 443   | 78       | 4        | 91       | 802   | 260   | 13    | 4        | 0     | 13    | 211   | 4     | 35    | 303   | 46       | .300  | .397     | .544     | .941  |

- 各年度の太字はリーグ最高

### 表彰
NPB
- ベストナイン：1回（外野手部門：1994年）
- 月間MVP：1回（1993年6月）
- オールスターゲームMVP：1回（1994年 第2戦）

### 記録

#### NPB
初記録
- 初出場・初先発出場：1993年4月10日、対読売ジャイアンツ1回戦（東京ドーム）、4番・右翼手として先発出場
- 初打席・初安打：同上、2回表に斎藤雅樹から左翼線二塁打
- 初本塁打・初打点：1993年4月17日、対阪神タイガース2回戦（横浜スタジアム）、7回裏に湯舟敏郎からソロ

その他の記録
- 29試合連続安打：1993年6月2日 - 7月15日 ※歴代9位タイ[8]
- オールスターゲーム出場：2回（1994年、1995年）

### 背番号
- 36（1986年 - 同年途中）
- 26（1986年途中 - 1990年途中）
- 15（1990年途中 - 1992年）
- 44（1993年 - 1996年）